# Philodendron beniteziae
Philodendron beniteziae är en kallaväxtart som beskrevs av Thomas Bernard Croat. Philodendron beniteziae ingår i släktet Philodendron och familjen kallaväxter. Inga underarter finns listade.